# Ole Christian Madsen
Ole Christian Madsen (født 18. juni 1966 i Roskilde) er en dansk filminstruktør.

## Biografi
Ole Christian Madsen blev uddannet fra Den Danske Filmskole i 1993 sammen med blandt andre Per Fly og Thomas Vinterberg. Ole fik sit store gennembrud med En kærlighedshistorie (2001), som var en del af Dogmebølgen, der dominerede dansk film i 1990'erne. Senere har han haft succes med Nordkraft, en filmatisering af Jakob Ejersbos roman af samme navn.
Ole Christian Madsen har skrevet og instrueret en række prisvindende film, blandt andre Pizza King (1999) og gennembruddet En kærlighedshistorie (2001), som efterfulgte den succesfyldte serie Edderkoppen (2000), som med tiden er blevet en dansk klassiker, med genudsendelser hvert år. Ole Christian Madsen fulgte op med den kritikerroste Nordkraft (2005), som baserede sig på Jakob Ejersbos roman af samme navn, hvorefter Prag (2007) fik både stort publikum og priser i året. Det store internationale gennembrud kom med Flammen & Citronen (2008), der ikke blot blev en af de mest sete[kilde mangler] film nogensinde i Danmark, men også solgte til over 150 lande. Madsen har lavet ni film, heriblandt Steppeulven (2015), historien om Eik Skaløe, Iben Nagel Rasmussen og rockbandet Steppeulvene. Han har instrueret flere tv-serier, blandt andet Taxa og Rejseholdet.  Hans film er optaget forskellige steder i verden, som for eksempel den Oscar-shortlistede spillefilm SuperClasico (2011), som blev optaget i Buenos Aires i Argentina. Han instrueret den amerikanske kultserie, Banshee (2012-2015), for HBO, en serie, hvor han også har fungeret som EP Showrunner.[kilde mangler]

## Filmografi
- Lykkelige Jim (1993)
- Stormfulde hjerter (1994)
- TAXA (1997) – Tv-serie
- Sinans bryllup (1997)
- Pizza King (1999)
- Edderkoppen (2000) – tv-serie
- En kærlighedshistorie (2001)
- Rejseholdet (2002-2004) – tv-serie
- Nordkraft (2005)
- Prag (2006)
- Flammen og Citronen (2008)
- Superclasico (2011)
- Banshee (2012-2015) - tv-serie
- Steppeulven (2015)
- Krudttønden (2020)